# Distrito de Trompeteros
El Distrito peruano de Trompeteros es uno de los 5 distritos de la provincia de Loreto ubicado en el Departamento de Loreto, perteneciente a la Región Loreto, Perú. 
En su territorio están ubicadas partes del Lote 192 y del Lote 8, que contienen los yacimientos más importantes de la región Loreto.
Desde el punto de vista jerárquico de la Iglesia católica forma parte del Vicariato Apostólico de Iquitos.

## Historia
El distrito de Trompeteros fue creado por Ley N.º 24696 del 18 de junio de 1987, su capital legal es Villa Trompeteros.

## Geografía humana
En este distrito de la Amazonia peruana habitan las siguientes etnias:
- Grupo sin clasificar conocido como Urarina.
- Quechua, grupo Quechua del Pastaza y del Tigre, autodenominado Alama / Inga.
- Achuar, etnia predominante del distrito.

## Centros poblados
Según el censo INEI 2017, el distrito de Trompeteros tiene los siguientes centros poblados.
- Villa Trompeteros
- Jose Olaya
- Nueva Jerusalén
- Antioquia
- Sauki
- Pampa Hermosa
- Pijuayal
- Nueva Valencia
- Santa Rosa
- Sion
- Belen de Plantanayacu
- San Jose de Nueva Esperanza
- San Ramon
- Dos de Mayo
- Pucacuro
- Nuevo Peruanito
- Nueva Vida (Puerto)
- Santa Isabel de Copal
- Copal
- Nuevo Porvenir
- Santa Elena
- San Juan de Trompeteros Campesino
- Nueva Union
- Las Palmeras
- Cuchara
- Nuevo San Martin
- San Carlos
- Providencia
- San José de Porvenir
- San Cristóbal
- Nuevo Santa Clara
- Nuevo Paraíso
- Nuevo Alianza
- Nuevo Progreso
- Nuevo Triunfo
- Puerto Oriente
- Nuevo Peniel
- Nueva Libertad
- Nueva Nazareth

## Autoridades

### Municipales
- 2023 - 2026[6]
  - Alcalde: RAUL LOZANO ORDOÑEZ, de MIRELO.
  - Regidores:

  1. LILI ISABEL RAMIREZ VALLES (MIRELO)
  2. ALEXANDER VELA GUERRA (MIRELO)
  3. GLEONICIA SUAREZ DIAZ (MIRELO)
  4. LEONARDO AHUITE AHUANARI (MIRELO)
  5. TEDDY HUALINGA GARCIA (MOVIMIENTO ESPERANZA REGION AMAZONICA - MERA)